# 普洛明·拉傑
普洛明·拉傑（英語：Philomin Raj），印度男剪輯師，主要從事泰米爾語電影工作。經常與導演洛克希·卡納賈拉吉和馬當奈·艾許溫合作，知名如洛克希的《神鬼大都會》（2017年）、《機關槍囚徒》（2019年）和《麻辣教授》（2021年），以及艾許溫的《命運理髮師》（2021年）和《贫民窟的勇士》（2023年）。此外，他也參與了Prime Video網路劇《白王》的剪輯工作。
《神鬼大都會》使他在2017年贏得維傑獎最佳剪輯；2020年憑藉《機關槍囚徒》贏得挪威泰米爾影展獎最佳剪輯。

## 早年
普洛明·拉傑生於泰米爾納德邦坦賈武爾。他在巴拉迪達桑大學主修設計和視覺傳達，取得理學士學位。

## 外部連結
- 普洛明·拉傑在互联网电影资料库（IMDb）上的資料（英文）